# Glad to Be Gay
"Glad to be Gay" (em português:  Feliz por ser gay) é uma canção do grupo britânica de punk rock e New Wave Tom Robinson Band. É uma das canções definitivas da banda, além de ser considerada o hino nacional do movimento gay da Grã-Bretanha desde seu lançamento.

## Informação
A canção foi originalmente escrita por Tom Robinson para a parada do orgulho gay de 1976 em Londres, inspirando-se no estilo direto e de confronto dos Sex Pistols. Um cantor abertamente gay, Robinson formou mais tarde a Tom Robinson Band com três músicos héteros.
"Glad to Be Gay" é estruturada em quatro versos criticando as atitudes da sociedade britânica em relação aos gays. No primeiro verso, critica a polícia britânica por "invadir bares gay por razão nenhuma", uma vez que a homossexualidade já não era mais crime desde a aprovação da nova lei de delitos sexuais em 1967. No segundo verso, aponta a hipocrisia de chamar de obsceno o jornal Gay News, da Frente de Libertação Gay, ao invés da revista adulta Playboy e das publicações sensacionalistas Tit-Bits e The Sun, este último conhecido pela maneira deplorável com que trata o público gay. Também critica a maneira como os homossexuais são retratados na mídia, em especial nos jornais conservadores News of the World e Sunday Express. No terceiro verso, a canção aponta para as consequências extremas da homofobia, como o linchamento de gays. No último verso, a canção faz um apelo aos ouvints para que apóiem a causa gay.

## Lançamento e recepção
A canção "Glad to Be Gay" foi originalmente lançada em fevereiro de 1978, no EP Rising Free, contendo uma performance ao vivo da banda. O EP atingiu a décima oitava posição na parada britânica uma semana após seu lançamento, impulsionado pelo sucesso inicial da banda com o single "2-4-6-8 Motorway", que havia atingido a quinta posição na parada. Na época, EPs também eram elegíveis para a parada de singles da Official Charts Company.
Apesar de "Glad to be Gay" ter se tornado a faixa mais famosa do EP, a BBC Radio 1 se recusou a tocá-la em seu programa das 40 canções de maior êxito da semana, escolhendo, no lugar dela, a faixa de abertura "Don't Take No For An Answer", menos controversa. Na emissora rival Capital Radio, entretanto, a canção atingiu a primeira posição na parada dos ouvintes por seis semanas consecutivas.
Após sua boa recepção com o público, a canção acabou sendo incluída no álbum de estréia da banda, Power in the Darkness, lançado em maio de 1978. O álbum recebeu um disco de ouro da British Phonographic Industry por mais de 100 mil cópias vendidas.
| Parada (1978)                    | Maior posição |
| -------------------------------- | ------------- |
| UK Singles Chart                 | 18            |
| Capital Radio Listeners' Hitline | 1             |

## Performances notáveis e covers
Durante sua carreira solo, Tom Robinson interpretou a canção com a letra modificada a fim de refletir eventos mais atuais. Já houve versões de 1979, 1987, 1994 e 1997 de "Glad to Be Gay". A versão mais recente, de 2004, critica a polícia de Los Angeles ao invés da britânica, assim como o Partido Trabalhista.
O episódio de 6 de novembro de 1977 da série So It Goes da Granada Television exibiu uma performance ao vivo da canção pela Tom Robinson Band. Em 1981, Tom Robinson interpretou "Glad to Be Gay '79" no Secret Policeman's Other Ball, um show beneficente organizado pela seção britânica da Anistia Internacional para arrecadar fundos para suas pesquisas e campanhas no campo dos direitos humanos. Em 2008, a canção foi regravada pelo grupo finlandês Eläkeläiset. Também foi gravada pelas bandas de queercore (Hardcore punk gay) Sister George e Mouthfull.
No último episódio da primeira temporada da série Ashes to Ashes da BBC One, uma versão fictícia de 31 anos de idade de Tom Robinson (interpretado por Mathew Baynton) é preso com vários membros da Frente de Libertação Gay. Ele canta "Glad to Be Gay" na sua cela na delegacia.